# Бугринский район
Бугринский район — административно-территориальная единица Новосибирского округа Сибирского края, существовавшая в 1925—1930 годах. Административным центром района являлось село Бугры (ранее — Бугринское).

## Описание
Район создан летом 1925 года в основном на территории прежней Бугринской волости. В состав Бугринского района были включены также прежние Прокудская, Вознесенская и часть Верх-Ирменской волости.
В состав района входили деревни Вертково, Ерестная, Толмачёво, Верх-Тулинское, Нижне-Чемская, Огурцово и Мало-Кривощёково.
В 1926 году районный центр село Бугринское (Бугры) имело 236 дворов и 1287 жителей, а в 1928 здесь уже имелось 495 дворов с населением 1968 человек. Статус села Бугринское получило в 1894 году со строительством здесь православного храма (селение без храма — деревня).
В селе работали солодовый завод, кожевенный завод, агрономический пункт, ветеринарная поликлиника, изба-читальня, лавка общества потребителей, кредитная лавка. Храм был уничтожен в период активной атеистической кампании в РСФСР в 1928 году.
Район был расформирован 8 мая 1929 года в связи с образованием новых административно-территориальных районов, а 20 октября 1930 года, в связи с образованием Заобского района Новосибирска, земли и населённые пункты района оказались в городской черте Новосибирска (Прокудский сельсовет вошёл в состав Коченёвского района).